# باركيت برتقالي الجبهة
باركيت برتقالي الجبهة أو ببغاء برتقالي الجبهة (باللاتينية: Cyanoramphus malherbi) (بالإنجليزية: Malherbe's parakeet)‏ أو (بالإنجليزية: orange-fronted parakeet)‏ ، هو نوع ينتمي إلى بستاكوليداي (فصيلة: Psittaculidae) .